# Michaił Hruszeuski
Michaił Kanstancinawicz Hruszeuski (biał. Міхаіл Канстанцінавіч Грушэўскі, ros. Михаил Константинович Грушевский, Michaił Konstantinowicz Gruszewski) – białoruski polityk, deputowany do Rady Najwyższej Republiki Białorusi XIII kadencji.

## Życiorys
W 1995 roku mieszkał w Mińsku. Pełnił funkcję kierownika Wydziału Gospodarki Wiejskiej i Wyżywienia Czeczerskiego Rejonowego Komitetu Wykonawczego, był członkiem Partii Agrarnej. W drugiej turze wyborów parlamentarnych 28 maja 1995 roku został wybrany na deputowanego do Rady Najwyższej Republiki Białorusi XIII kadencji czeczerskiego-komianskiego okręgu wyborczego nr 100. 9 stycznia 1996 roku został zaprzysiężony na deputowanego. Od 23 stycznia pełnił w Radzie Najwyższej funkcję członka Stałej Komisji ds. Katastrofy Czarnobylskiej. 27 listopada 1996 roku, po dokonanej przez prezydenta Alaksandra Łukaszenkę kontrowersyjnej i częściowo nieuznanej międzynarodowo zmianie konstytucji, nie wszedł w skład utworzonej przez niego Izby Reprezentantów Zgromadzenia Narodowego Republiki Białorusi I kadencji. Zgodnie z Konstytucją Białorusi z 1994 roku jego mandat deputowanego do Rady Najwyższej zakończył się 9 stycznia 2001 roku; kolejne wybory do tego organu jednak nigdy się nie odbyły.